# Templo de Ptah (Menfis)
El Templo de Ptah en Menfis es el principal templo egipcio dedicado a la adoración de Ptah. Se le conocía como Hout-ka-Ptah, lo que significa en egipcio antiguo, el "Castillo de Ka  de Ptah". Este templo ocupó la mayor parte del recinto principal de la ciudad.
Una cierto número de índices pueden ser utilizados para comprender los principales acontecimientos, pero no proporcionan confiabilidad que nos permita dar una respuesta completa, como el sitio por su antigüedad, su papel en la historia del país, su ubicación en la punta del Delta del Nilo, cerca de la nueva capital de Egipto, El Cairo, es ampliamente utilizado en la historia del país, su ubicación en la punta del Delta del Nilo, cerca de la nueva capital, es uno de los sitios utilizados por Egipto en El Cairo de la región, en el presente, hasta ahora solo unos pocos restos dispersos poco a poco rodean el un desarrollo urbano en toda la región.
Su ubicación se ha perdido después de la destrucción de la ciudad en el siglo XIII, y sólo el testimonio de escritores clásicos y cronistas de la Edad Media permitió certificar la existencia y la grandeza del mismo. Actualmente, solo los vestigios de su sala hipóstila y su torre son todavía visibles, el resto del edificio aún no se ha encontrado, probablemente se encuentre enterrado en el pueblo de Mit Rahina, cada vez más relevaciones arqueológicas a la zona.
La sala hipóstila se encargó durante el reinado de Ramsés II. Su decoración se continuó durante el reinado de su hijo y sucesor, Merenptah, como lo demuestran los fichajes que hizo a la escultura en la base de las paredes de granito de la habitación. Ramsés III también se sumará su marca por escrito y su título, después de que sus ilustres antepasados.
La sala hipóstila y la torre fueron añadidas al ya existente templo de Ptah y por ello ha sido extendido con cercanías al gran templo de Amón-Ra de Karnak, demuestrando atención nueva y especial.
Para restaurar la imagen de este complejo religioso, se deben consultar las descripciones de los historiadores, geógrafos o estudiosos de la historia, que fueron capaces de visitar el sitio en la antigüedad, mientras que el templo estaba todavía estaba funcionando, luego los viajeros árabes concurrieton a sus ruinas. Los primeros intentos se hicieron para identificarlos recién comenzaron en el siglo XVI. En los estudios de finales del siglo XVIII, los estudiosos de Napoleón se han ido al lugar, y allanaron el camino para las primeras exploraciones. Luego vinieron las excavaciones, poco a poco, para llegar a este patrimonio y huellas tangibles para hacer una imagen un poco más específica, aunque algunas de las grandes secciones grandes permanecen en las sombras.

## El recinto de Hout-ka-Ptah

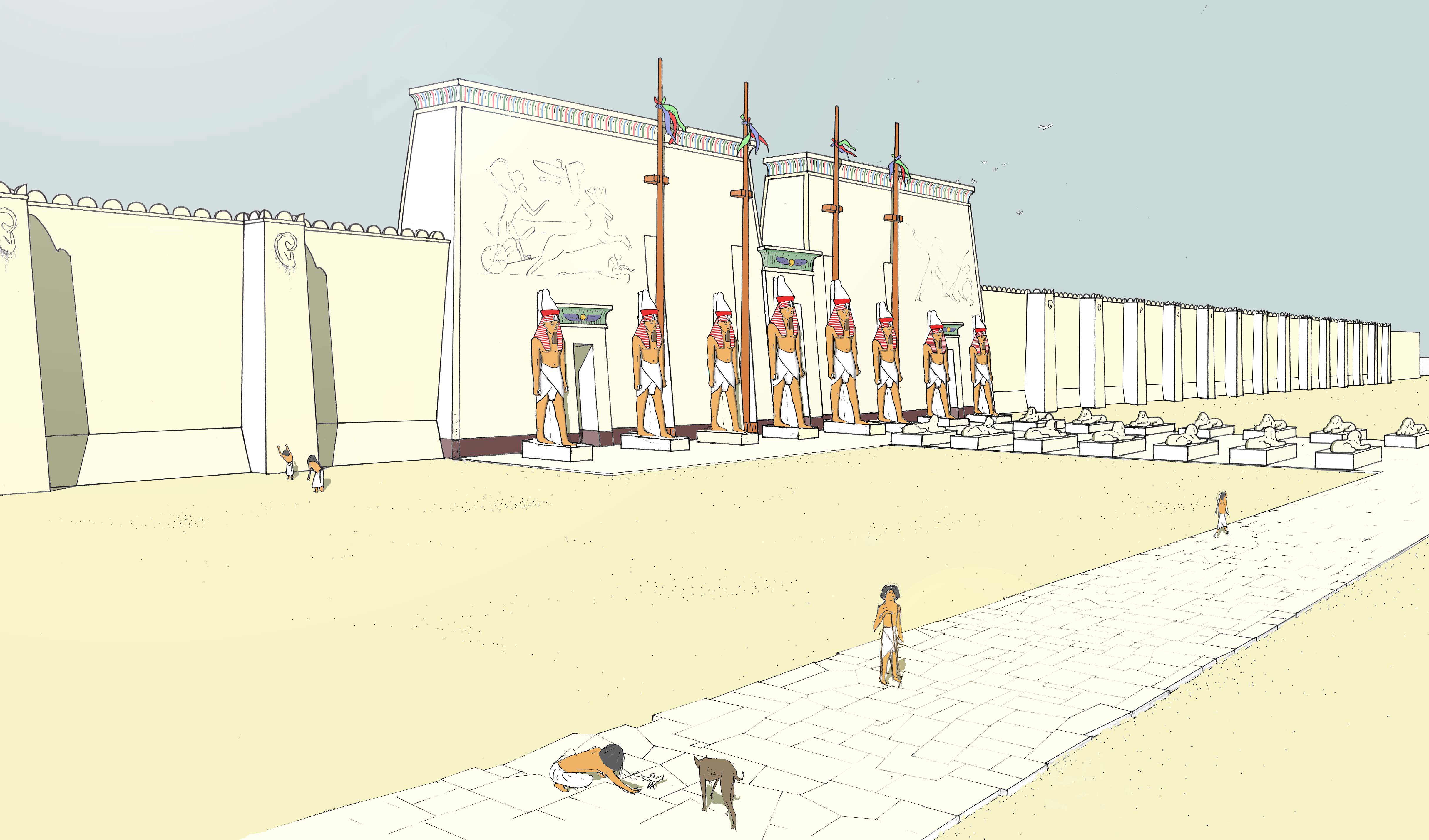
Recreación de la fachada occidental
del gran templo de Ptah en Memphis - Dinastía XIX de Egipto.

El gran recinto, cuyo recorrido ha sido identificado y se han explorado algunas ruinas y sus fundaciones en diversas excavaciones en el siglo XIX y principios del siglo XX, fue construido en adobe y su desarrollo principal en las fechas ya conocidas, a partir del final del Período helenístico incluyendo la Dinastía ptolemaica.
Forma un perímetro irregular cuadrangular orientado de este a oeste y de norte a sur, con la pared oriental, el lado más largo del recinto, de más de seiscientos metros de largo. El ángulo suroeste se ha estudiado particularmente, debido a la presencia de las ruinas de un pequeño templo dedicado a Ptah-que-está-en-sur-de-la-pared, así como una capilla de Seti I. La ruta en este lugar tiene una forma escalonada y una torre en la esquina, que demuestra que en el momento de su restauración, al final de la época faraónica (poco tiempo antes de la conquista romana), la muralla, probablemente con esta forma, se componía de una sucesión de grandes bastiones salientes. Este tipo de recinto es característico de la época y se encuentra en otros sitios contemporáneos más importantes a lo largo del Nilo Occidental.
El recinto es, sin duda, ha llegado a ampliarse a los principales lugares de devoción que se habían asentado alrededor del gran templo de Ptah. Impresionando por su tamaño y su poder, su entrada principal estaba al sur, el templo entonces se encontraba "frente a la orientación del mundo" de acuerdo a los antiguos egipcios. Una puerta monumental se abría a la populosa ciudad, una rica historia de su capital política para las generaciones, y su proximidad con las grandes tumbas reales del Imperio Antiguo.
Otros tres accesos fueron colocadas en los otros tres puntos cardinales y se abrió a las diferentes áreas principales de la ciudad. El área al este del palacio, la necrópolis al oeste y al norte en el segundo recinto grande de Memphis. La identificación de la principal vía de acceso se ajusta a ésta descripción gracias historiador griego Heródoto, quien visitó el sitio en el momento de la segunda invasión persa o poco antes de la toma del poder por Alejandro Magno con los Ptolomeos.
Es posible que este trazado tenga una diagramación incluso anterior a la planificación urbana del sitio. De hecho, a causa de la santidad de los lugares y el papel desempeñado por el dios Ptah, en la coronación real y jubileos, este lugar ha sido objeto de diversos acontecimientos relacionados con ampliaciones y adiciones hechas por varios de los faraones que querían dejar un testimonio de su devoción a la vieja deidad menfita.
Thutmosis IV y su hijo Amenhotep III se embarcan en un programa a gran escala arquitectónica en Memphis, incluyendo la construcción de los Propileos y la reconstrucción del santuario del dios. Las huellas de estos edificios indican que la mayoría de estas expansiones son situadas al oeste de Hout-ka-Ptah, el lado del distrito de Ânkh-Taouy, famoso por sus campos de cultivo que se extendían por el desierto del Sahara.
La investigación de campo reveló que el Nilo, que entonces que fluía cerca del templo de la Dinastía XVIII, se trasladó hacia el este a lo largo de los siglos despejando nuevas tierras para la expansión de la ciudad y sus santuarios en este dirección. En la dinastía XIX y XX el gran templo de Ptah se desarrolló allí y, al mismo tiempo sus paredes siguieron a las sucesivas ampliaciones que Ramsés ordenó en honor al gran dios de Memphis, cuyo culto era de gran importancia.
Durante el Tercer Periodo Intermedio, una vez más tenemos al oeste las atenciones de los faraones de las dinastías XXI y XXII. Se ordenó su sumo sacerdote de Ptah con nuevos monumentos y ampliado alcance, probablemente sagrado. Sheshonq I manda a hacer la construcción del templo del dios ante un tribunal, con columnas y una torre, que se llama el Castillo de Millones de Años de Sheshonq, el Amado de Amón.
Sin embargo, parece que el muro sur se encontraba alineado con el antiguo palacio y el templo fue construido en la dinastía XIX por el hijo de Ramsés II, Merneptah. Esto demuestra que mientras que el límite meridional del témenos se encuentra en la historia, estando en entre lo más antiguo del templo. Otras hipótesis sostienen que por el Imperio Nuevo las cámaras fueron separadas entre ellas por las vías procesionales.
Esas vías se han identificado al sur del sitio, donde uno de ellos es paralelo y se unió a un pequeño templo dedicado al principal dios de Memphis, donde el recinto tardío marca su ángulo suroeste. Otro a partir de la gran puerta sur del templo, probablemente apuntando al recinto de un templo dedicado a Hathor. En la década de 1970, un pequeño templo o santuario del altar con forma de la diosa se encontró lo largo de este camino sagrado. Debía formar uno de los caminos del sur, tomado por los barcos en algunas grandes procesiones divinas.
El Hout-ka-Ptah entonces ocupaba el centro de este complejo de templos que literalmente vivió la ciudad antigua.

## La puerta norte del Hout-ka-Ptah

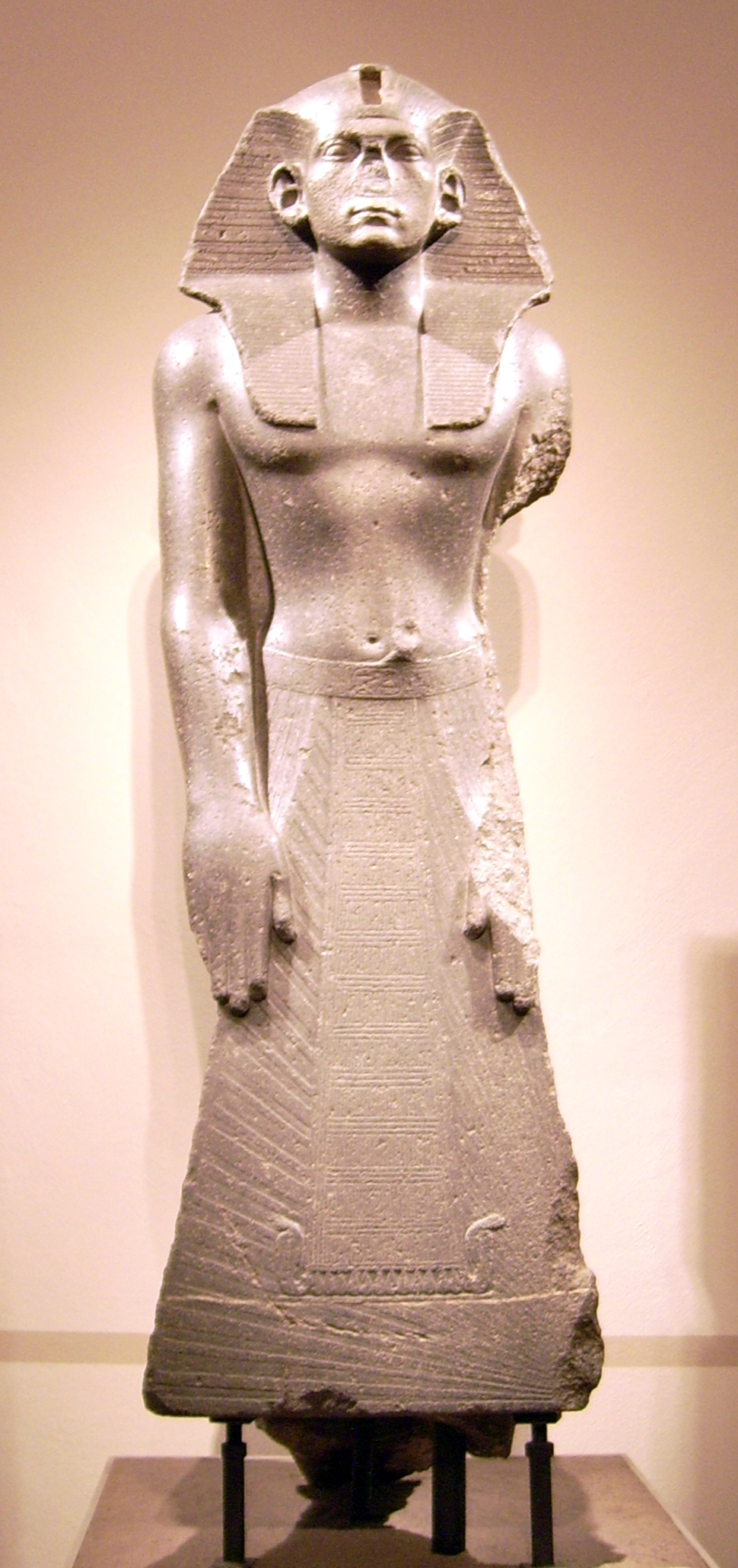
Estatua de Amenemhat III, usurpado por Merenptah encuentra en la parte norte de la Hout-ka-Ptah - Museo Egipcio de Berlín.

Siempre es Heródoto quién nos da el testimonio más elocuente de la aparición de las entradas del templo de Ptah. De acuerdo con esta evocación, al norte de la emabarazada fue un propileo grande construido por un rey que el nombra como "Moeris" y que la mayoría de los egiptólogos están de acuerdo con la identificación de Amenemhat III de la dinastía XII.
Esta parte de la zona sagrada de Ptah, por tanto corresponde al más antiguo santuario de la estructura y allí se han descubierto estatuas reales dedicadas a algunos de los faraones del Imperio Antiguo de las dinastías IV y V. Un ejemplo de las estatuas de Kefrén, Micerino, de Nyuserra y Menkauhor. De pequeños tamaños, están expuestas en el Museo de El Cairo y han sido durante mucho tiempo los únicos retratos de los faraones de este periodo, antes de los recientes descubrimientos en Abusir y Saqqarah.
Otros se remontan al Imperio Medio, que, además del hecho de que esto se correspondería con el texto del historiador de la antigüedad, probablemente indican el sitio de un santuario dedicado al culto de los antepasados del rey. En efecto, podemos acercarnos al descubrimiento de estas reliquias de las que se encuentran en los templos de Karnak en Tebas, los de Abydos, o encontrar la localidad de Sarabit al-Khadim en el Sinaí, donde precisamente, los gobernantes de la dinastía comenzaron la construcción de una capilla dedicada a la adoración de sus predecesores en el trono de Horus, con textos y dedicatorias estatuas reales.
Este es probablemente el sector que se debieron colocar las grandes estelas con los registros históricos de las dinastías, incluyendo varios fragmentos fueron encontrados fuera de contexto, pero que los egiptólogos identifican como procedentes de Memphis. Estos citan la famosa piedra de Palermo que se registra oficialmente las primeras dinastías hasta el reinado de Neferirkara Kakai de la quinta dinastía, cuyas piezas están dispersas entre el Museo de Palermo, el Museo de El Cairo y el de Petrie en Londres. Otro fragmento similar se encontró reutilizado como la fundación de un gran coloso de Ramsés II, y registra esta ocasión en los anales del reinado de Amenemhat II. La piedra está todavía en el sitio, en las ruinas de la torre occidental del templo de Ptah, que incluye reutilizaciones de diferentes sitios de la región y del propio templo.
En la parte noreste del recinto, sondeos del egiptólogo Joseph Hekekyan a mediados del siglo XIX ayudaron a descubrir varias "talata" (un bloque de tres, es una piedra de construcción de arenisca), un signo de la inversión del Imperio Nuevo de construir una nueva parte del templo de durante el período ramésida. Estas pequeñas piedras de caliza, de tamaño normal, son características de un edificio construido durante el reinado de Akhenaton. Ellas dan fe como fuentes colocadas en Memphis, de un templo dedicado al culto del dios Atón, que los investigadores están de acuerdo en colocar al este de la Hout-ka-Ptah, no lejos de la sede palaciega de la ciudad.
Después de esa aventura religiosa, bajo la presión de los clérigos tradicionales del país, los sucesores del Faraón Reformista, se dedicaron a desmantelar sistemáticamente los templos que había construido en las principales ciudades del país, la provisión de materiales reutilizados, fácilmente se utilizará para todos los nuevos edificios dedicados a los dioses antiguos. Esta parte del templo de Ptah-ka-Hout ha tenido hasta la fecha de los últimos reinados de la dinastía XVIII, o más probablemente el comienzo del siguiente, los primeros faraones, Ramsés I, Seti I y en especial su hijo el gran Ramsés II como los destructores más importantes del trabajo de Akhenaton, y de las grandes restauraciones de Memphis y sus cultos.
Se encontró una estela en Abu Simbel que Ramsés II erigió en honor del dios Ptah y que evoca la gran obra que el rey inició en Hout-ka-Ptah. Este estela data los 35 años del Rey, y conmemora la aproximación de Egipto y la zona de Hatti simbolizado por el tratado de paz y el matrimonio entre el faraón y la hija del rey hitita Hattusili III, milagro que Ramsés atribuyó al dios de Memphis.
Trata agradecer por qué cuentan con un gran programa arquitectónico en la ciudad del dios. Después de mencionar estos hechos, que coronan la diplomacia de Egipto, Ramsés declara:

"Su santuario en la ciudad de Memphis fue ampliado. Fue condecorado por las obras de la eternidad y la perfecta ejecución de los trabajos en piedra, adornada con oro y joyas. Solicité una abertura para ti en el norte, antes de una espléndida torre. Sus puertas alcanzan el cielo. La gente hizo sus ofrendas y oraciones en este lugar. He construido un magnífico santurario en  el interior del recinto. La imagen de cada Dios es exaltado en este lugar sagrado innaccesible."

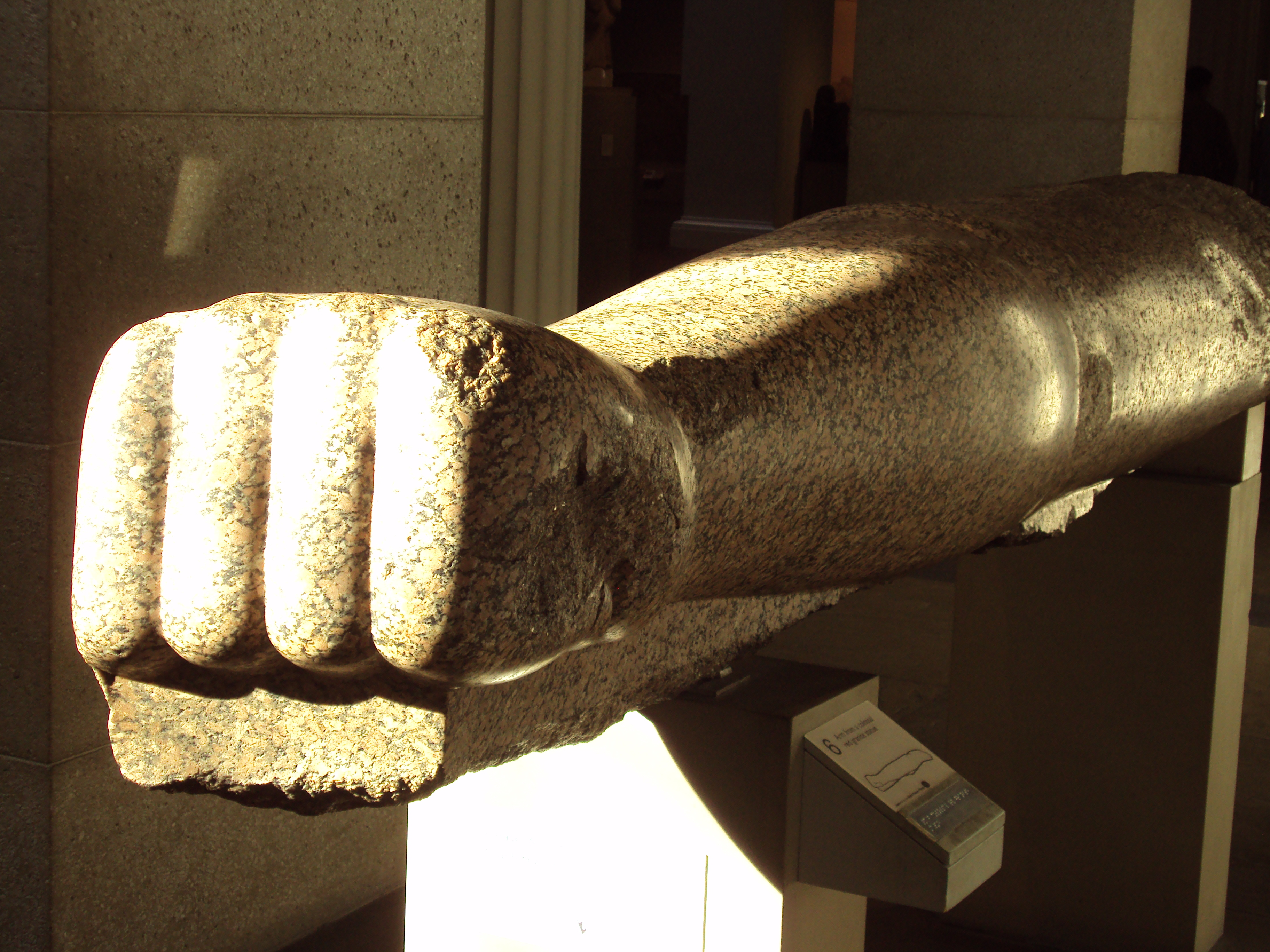
Brazos del vestigio de un coloso de granito rojo que adornaba la entrada del gran templo de Ptah. Museo Británico.

Al noroeste, William Matthew Flinders Petrie identificó una puerta. De acuerdo con el arqueólogo, la puerta fue remota a este lugar debido a la presencia del lago de Ptah, el estanque famoso mencionada por las fuentes antiguas, en las que las procesiones náuticas se llevaron a cabo, y es el sitio de una depresión inmediatamente al norte del recinto del templo Hout-ka-Ptah de Ptah que separa el gran recinto que alberga al norte el templo de Neith.
Sin embargo, grandes fragmentos de colosos realizados en granito se encontraron hacia el centro del recinto, mostrando que quizá no era una gran puerta. Se identificó por primera vez y a continuación se midió, tarea que realizaron los científicos de la Campaña a Egipto en el siglo XVIII, antes de ser enviados a Europa. Estos se pueden ver en el Museo Británico de Londres en el que se puede estar en presencia de una estatua monumental real de pie.
Las medidas adoptadas para restaurar una obra de trabajo monolítica de veinte metros de altura, lo que representa al Faraón de pie, en actitud de caminar. Estas dimensiones permiten imaginar la considerable grandeza del portal norte del gran templo, si bien es cierto que la cabeza de este gigante excedía la elevación del edificio, adornándolo. Debería ser visible desde una distancia, como un obelisco situado en frente de una torre.
El nombre de gran esfinge de Ramsés II, actualmente en el museo de la Universidad de Pensilvania, fue descubierto por Petrie. E indica la presencia de un dromos en la misma zona.
En las proximidades se ha descubierto la diada representando a Ramsés II de pie junto a Ptah-Tatenen. La excavación de la pared del norte han puesto de manifiesto un espacio de casi treinta y cinco metros de ancho y once de profundidad, que encaja muy bien con el tamaño de un gran portal. Las bases de una puerta monumental y así como un dintel con el cartucho de Amenemhat III confirmó al arqueólogo que era claro que Heródoto había visto la puerta. Al explorar el interior de la cámara en esta ubicación, Petrie vio a una columnata compuesta por cuatro filas de cinco columnas, de las cuales sólo quedan los cimientos de más de cuatro metros de espesor. Este portal debía formar una recepción en el patio.
Del estado de esta parte del edificio no nos brinda una descripción más detallada de los lugares, la gran mayoría de las piedras de caliza han sido recolectadas. Dejando sólo huellas, mientras que sólo quedan las piedras de granito o cuarcita inutilizable para los canteros que explotaban el sitio. Sin embargo, este descubrimiento demuestra que el templo en su extremo norte tenía al menos una puerta grande, con esfinges, estatuas y dignatarios reales colocados en frente de ella o de una corte, tal vez protegidos por un soporte de columnas.

## La puerta de entrada este y el templo oriental de Ptah

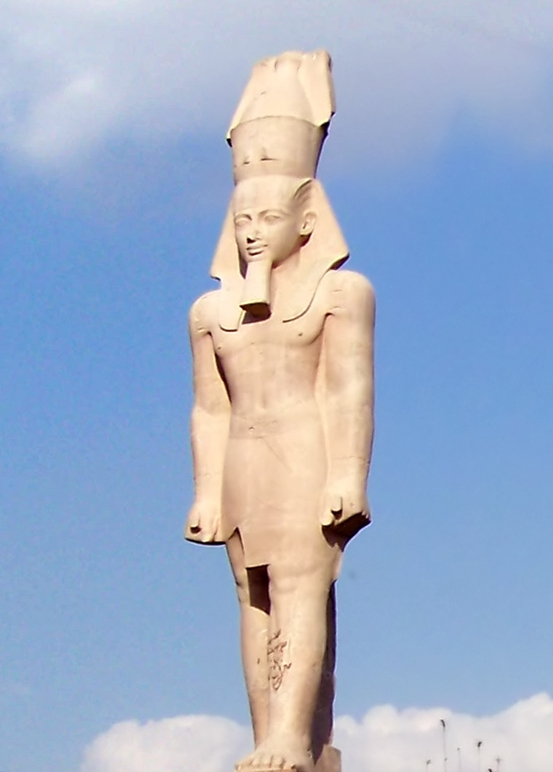
Réplica de un coloso en granito de Ramsés II en El Cairo.

Según Heródoto, el pórtico oriental se debió a otro rey llamado "Asychis" cuya identificación sigue siendo incierta.
Precedió a este gran portal precedido de colosos se abría al área de los palacios reales situados al este del gran recinto. Entre las efigies reales que estaban delante de esta puerta, hay un coloso de granito monumental de Ramsés II que mide más de tres metros y medio y con la cabeza del rey coronado con la pschent, adornado con dos plumas Tatenen, los pies se encuentra en una nueva base elevando aún más al coloso.
Encontrado en 1854 por Joseph Hekekyan, este monolito colosal fue usurpado por Ramsés IV de la dinastía XX. Dividido en tres partes, se mantuvo siempre en la palma de Mit Rahineh, que constituyen con el coloso recostado de Ramsés II y la gran esfinge de alabastro los únicos restos visibles del antiguo templo de Ptah.
El conjunto ha sido restaurado y la estatua fue transferida oficialmente a El Cairo en 1950 para adornar el centro de la plaza frente a la estación principal de tren de El Cairo, dándole el nombre de Midan Ramsés. Expuesto a la contaminación de la metrópoli durante medio siglo, el Consejo Supremo de Antigüedades decidió trasladar la estatua de Guiza para restaurarla y dar la bienvenida a visitantes del futuro Gran Museo Egipcio que abrirá sus puertas en el año 2013, cerca de la famosas pirámides.
La puerta oriental del templo daba a un gran patio o una corte también poseía estatuas reales y de dignatarios, varios restos ellos han sido encontrados. Aquí es también donde se ha recuperado de la gran estela de Apries, faraón de la Dinastía XXVI, actualmente exhibido en el sitio del museo al aire libre. Esta estela fue el decreto de un rey en favor de la Hout-ka-Ptah y de sus dominios, estableciendo los impuestos y los ingresos del santuario.
Petrie realizó una serie de inspecciones y excavaciones a lo largo de un eje, desde el oeste hacia el este, para reconocer los restos del templo de Ptah. El sitio que fue modificado por completo por los canteros de la Edad Media, sin embargo, dados los restos que se pueden reconstruir en una línea de tiempo, confirman la antigüedad del templo. En los niveles más profundos de estos sondeos, ya bañados por las napas de aguas de nivel freático, los excavadores descubrieron algunos elementos del Imperio Antiguo y el Imperio Medio, como utensilios de cobre, cerámica y otras pequeñas señales de éstos en los períodos de alta ocupación del sitio. También se determinó el nivel de los cimientos del templo de la Dinastía XVIII y descubrieron elementos con el nombre de Amenhotep III, que pueden pertenecer al santuario del dios Ptah.
Un poco al norte de la ubicación del gran coloso de granito, se encuentran los restos de una gran torre. Los elementos descubiertos como las piezas de una cornisa que coronaban el edificio, tienen el nombre de Ramsés VI. De gran dimensión, el monumento de esta cornisa adornada fue impresionante. Los dos bloques de la esquina con cartuchos del rey, separados por una serie de estilizadas palmeras, son de granito rojo de Asuán. Esto explica su conservación, pero también indica los lujosos materiales utilizados para este edificio, delante de donde una vez estuvo el coloso de Ramsés II.

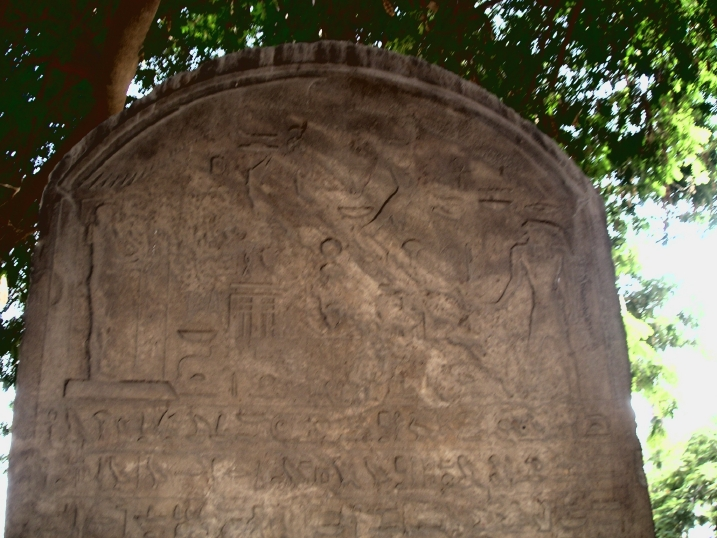
Estela de Apries. Museo al aire libre de Mit Rahineh.

Cerca de dos columnas circulares de granito fueron exhumadas, probables restos de una columnata. Llevan el nombre de Ramsés II.
A su alrededor se han encontrado fragmentos de estatuas de diferentes épocas, característica de los templos egipcios que dan la bienvenida al lugar, además otras estatuas reales y estelas, fueron literalmente desbordadas por las ofrendas de los dignatarios del reino y el pueblo de Memphis.
Estos conjuntos de estatuas, en su mayoría compuesto de estatuillas, fueron frecuentemente recogidos y enterradas ritualmente por los sacerdotes que, cuando se descubre este secreto, ofrecen una valiosa información del sitio para los egiptólogos. Es a partir de esos descubrimientos accidentales en el siglo XIX que los habitantes de Mit Rahineh fueron capaces de proporcionar a los turistas antigüedades y los coleccionistas empezaron a viajar por todo Egipto.
El descubrimiento de Petrie no es de uno de los tesoros ocultos más grandes. De hecho son ofrendas, habiendo descubierto el lugar mismo en el que habían sido preparadas, cerca de la puerta oriental del temenos de Ptah. Más al este, el arqueólogo encontró un cuadrado cuya fundación data del reinado de Ptolomeo IV.
No lejos de allí, un poco más al sur, pero fuera del recinto principal, Merenptah había construido su propio templo dedicado a Ptah y un palacio ceremonial de gran tamaño. Este palacio-templo estaba precedido por un gran portal nuevo todo en una dirección norte-sur que fue excavado en el siglo XX. Una parte específica del palacio se ha encontrado con bastante exactitud, lo cual es raro para esta región. "El templo de Ptah de Merenptah" ha sido despejado así también como parte de su casa. Él abrió una gran puerta hacia el sur con vistas a un patio abierto, área que pertenecía a los santuarios que aún quedan por explorar en la parte norte del edificio.
La mayoría de los elementos de esta excepcional colección, se encuentran ahora en el museo de la Universidad de Pensilvania y del Museo de El Cairo. En este caso, probablemente, el rey haya ordenado la reconstrucción del muro de los principales de los santuarios ya existentes, el muro incluye una piscina de un tal "Amenemhat", escribano del puerto de Memphis, que podría darnos un testimonio. Se encuentra en el santuario del pequeño templo de Ptah, al sur del muro de Ramsés II hay un muro que consta de bastiones almenados formados por paneles y decorados con unas orejas grandes, que revelan un aspecto muy singular del templo de Memphis.

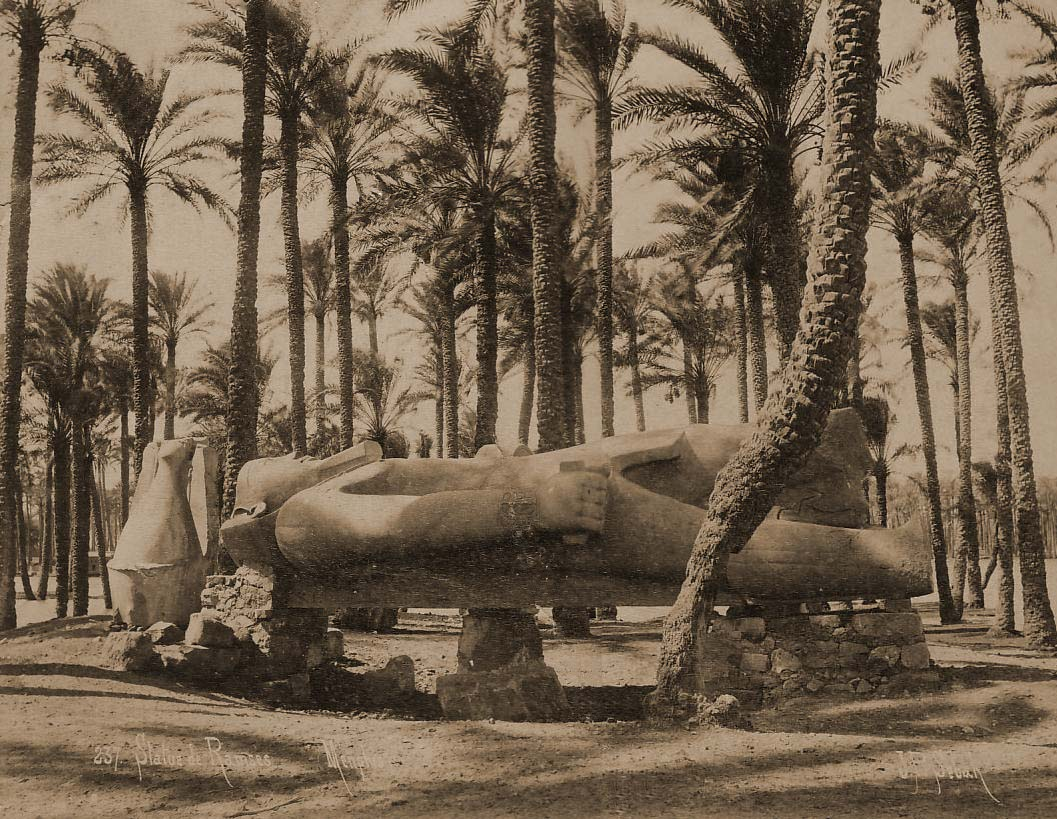
El coloso de granito de Ramsés II, antes de la primera transferencia a El Cairo.

De acuerdo con esta hipótesis, apoyada por el egiptólogo Rudolf Anthes, el recinto y, por lo tanto, el área del templo del dios Ptah habría sido considerablemente ampliado, y por lo tanto habrían ocupado gran parte de la ciudad.
Otros egiptólogos observan que los recintos estaban separados pero conectados entre sí, y orientados de acuerdo a un punto central constituido por el gran templo de Ptah y su gabinete, que siempre se mantuvo como un objeto de culto popular.
El estudio de Memphis a partir de la década de 1980 por la Sociedad de Exploración de Egipto (en inglés, Egypt Exploration Fund o Egypt Exploration Society), confirmada por las mediciones precisas que la puerta del este está en el eje de la parte occidental del templo de Ptah formado por la torre grande y la sala hipóstila de Ramsés II, demostrando que las dos partes estaban relacionadas, por lo que pertenecían al mismo edificio.
Gracias a estos descubrimientos, fue posible restaurar al este del templo de Ptah, un gran portal principal construido bajo la ramésida y posteriormente embellecido continuamente. Es anterior al templo de la dinastía XVIII y consistió en una gran torre egipcia, está enteramente construida con granito o piedra de elementos duros que importaban de las canteras en el sur. Precedida por varias estatuas reales, cuyo gran coloso de granito era de Ramsés II, estaba adornado a su alrededor con una multitud de estatuas de varios tamaños, así como de estelas. Esta puerta daba a un patio de columnas, parte del cual se hizo también de granito. Más allá estaba el templo de la Dinastía XVIII, que alberga el santuario del dios.

## La puerta sur y el eje meridional del templo

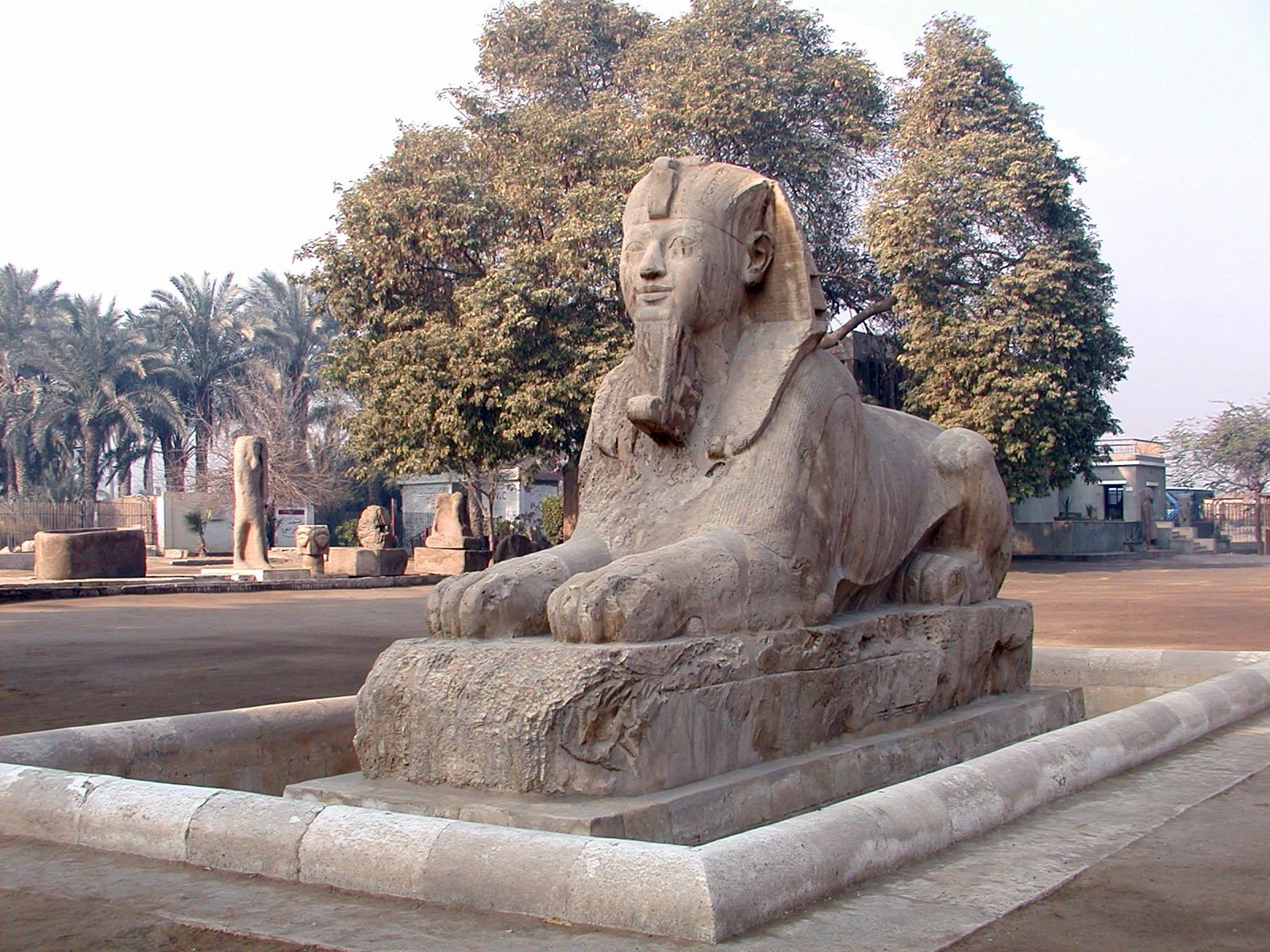
Gran esfinge de Memphis.

La parte sur del templo como se describe y los restos encontrados en la escena, fueron una de las más ricas en monumentos y adornos, eran un rey que Heródoto llama "Sesostris", cuyas hazañas y monumentos que se le atribuyen permanentemente identifican a Ramsés II y finalmente, las ampliaciones hechas por Psamético I que construyó los propileos del sur.
De hecho, muchos de los elementos de piedra que forman la colección del pequeño Museo al Aire Libre de Memphis provienen de este sector.

### La gran esfinge de Memphis
El monolito de la Gran Esfinge de Memphis fue descubierto en el siglo XIX, a pocos metros al noreste de la ubicación de la gran puerta del sur, en el interior del recinto. Se trata de uno de los mayores ejemplos de la estatuaria que sigue en su sitio original. Data de la dinastía XVIII, por su estilo, aunque los arqueólogos no se deciden por la fecha, precisamente porque ha sobrevivido sin inscripciones.
Cuando se descubrió, al igual que el gran Coloso de Ramsés II, la Esfinge fue revertida y sepultada bajo metros en un aluvión, que en parte este suceso la protegió de los ataques del tiempo, la base que contenía inscripciones de dedicatoria, fue la más expuesta a la intemperie y se ha erosionado, borrando cualquier evidencia útil para garantizar su datación exacta. La mayoría de los casos, la comparación de estilos y convenciones de representación fueron hechas en diferentes momentos, podemos decir que habría sido tallada en todo el reinado de Amenhotep II y Tutmosis IV.
La ubicación de su descubrimiento y su colosal tamaño sugiere que existía un monumento significativo en la parte sureste de la Hout-ka-Ptah.

### El gran coloso de Ramsés II

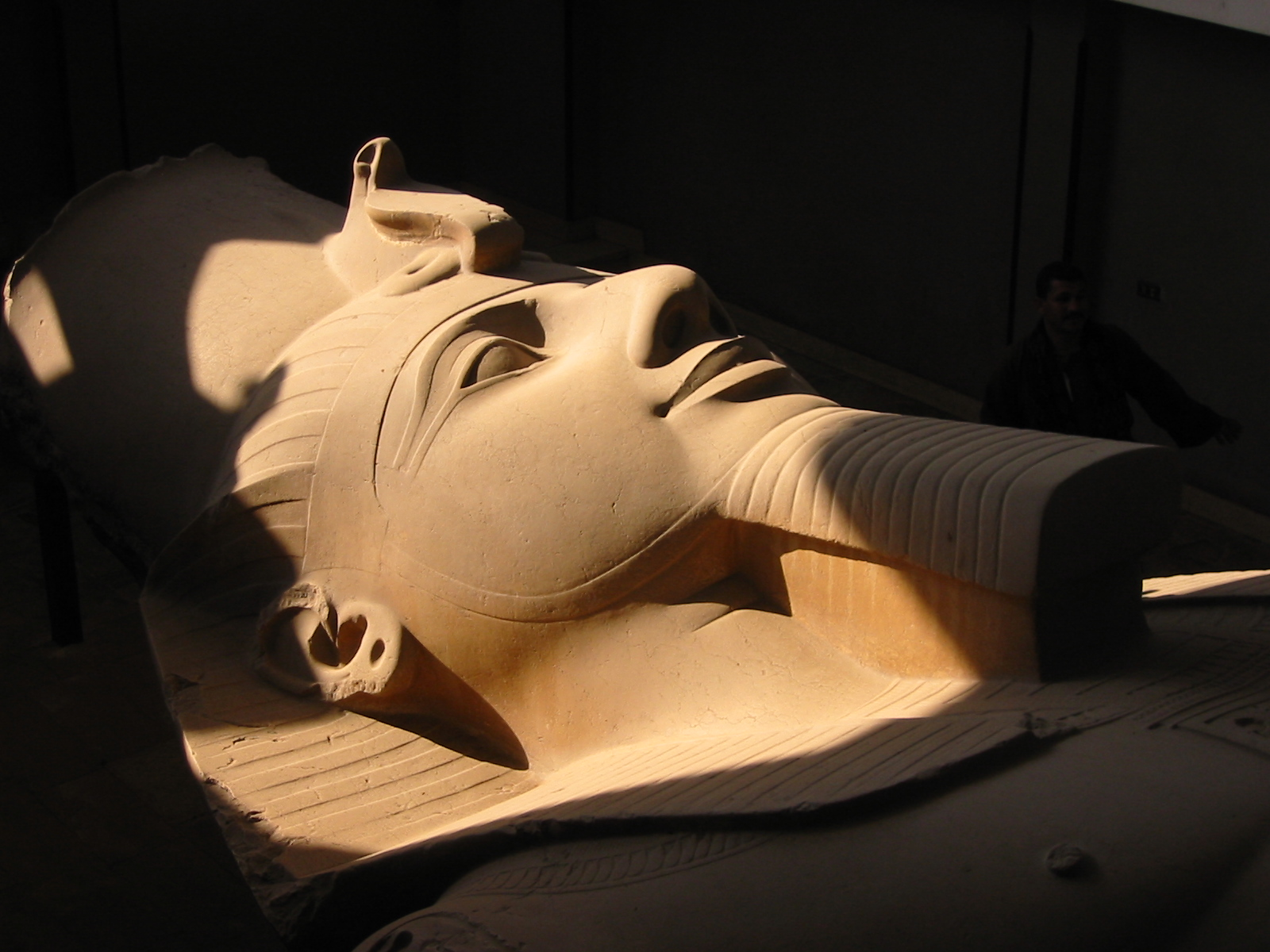
Detalle de la cara del coloso de Ramsés II, expuesto en el museo de Memphis.

El coloso recostado de Ramsés II, es el principal monumento de esta parte del templo que ha sobrevivido y su calidad y tamaño por sí solo evoca las proporciones que adornan los monumentos.
Hecho de un bloque de piedra caliza silícea, que mide casi tres metros sin incluir las extremidades inferiores y con el faltante de su base. A diferencia de muchas estatuas talladas de otros gobernantes que fueron vueltos a matricular en el nombre del glorioso rey de la dinastía XIX, el Coloso de Memphis es un excelente ejemplo de la maestría de la estatuaria de los talleres reales del reinado de Ramsés. Las proporciones del cuerpo aparecen armoniosas, su rostro enmarcado en el nemes supera la pschent, estas líneas finas y estiradas, cuenta con los retratos de los mejores ejemplos conocidos por el reinado de Ramsés II.

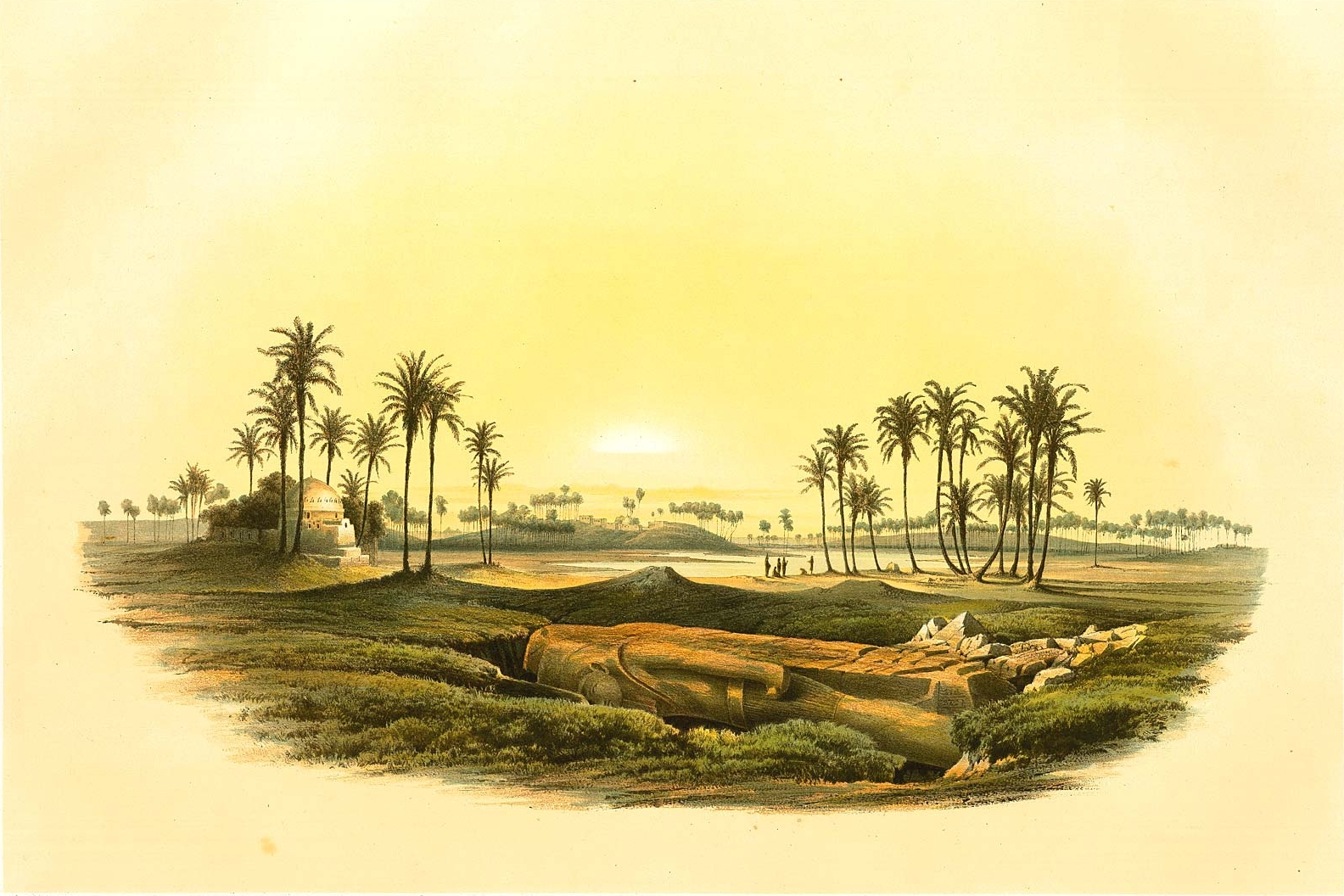
El gran coloso de Ramsés II en alabastro, poco después de su descubrimiento en el recinto sur de la Hout-Ka-Ptah.

Esta representación colosal del faraón es probable que dominara la gran puerta sur del templo, cuyo aspecto ha eludido a muchas excavaciones arqueológicas en la zona, sus bases debe haberla perdido. Sólo el tamaño del coloso se puede considerar una puerta o un poste de Egipto con más de diez metros de altura, precedidos por una plaza, en la que se encontraba el coloso de Ramsés.
Del desarrollo del templo, más allá de la entrada monumental, no queda nada tangible en la actualidad, el área que está siendo invadida hace mucho tiempo por las casas modernas de la ciudad de Mit-Rahineh que todavía sostiene el centro de la cámara y por el momento, evita cualquier búsqueda.
De acuerdo con la descripción de Heródoto de un gran patio seguido esta entrada monumental. Construido por Psamético I, y que estaba rodeada de pórticos cuyos pilares fueron decorados con colosos de Osiris, probablemente simboliza la realeza de Dios, cuyo tamaño era de casi siete pies de alto, que sería la elevación de los pórticos de casi una docena de metros de altura. Estas grúas fueron distribuidas cada parte específica del templo.
En la parte oriental debía ser un monumento importante, porque es en esta zona se descubrió que la Gran Esfinge.
En la parte occidental, no sólo estaban las capillas reales de Seti I y los gobernantes de la dinastía XXV, pero también se encontraba el no menos importante edificio de la casa de embalsamamiento de los toros sagrados de Apis.
Más allá de esta comparación entre las fuentes históricas y hallazgos arqueológicos, es imposible ser más específico acerca de la aparición del sur de Hout-ka-Ptah.

### Monumento a Apis
Las tablas de embalsamamiento del sagrado buey Apis se ha dejado al suroeste, dentro del recinto, en un edificio con sus fechas de forma más reciente en el reinado de Nectanebo II. Este monumento al dios toro de la momificación ritos se erigió cerca del gran templo de Ptah. Fue excavado en el siglo XX, donde se establece que el edificio ya existía en la dinastía XXI y había sido revisado varias veces a partir de entonces, incluyendo en la dinastía XXVI.
Esto es coherente con la redacción de Heródoto que nos dice que esta parte del templo fue construida bajo el reinado de Psamético I, que

"Apoderado Psamético de todo el Egipto, levantó en Menfis, dedicándolos a Vulcano, los portales o propíleos que miran al Mediodía, y en frente de ellos fabricó en honor de Apis un palacio rodeado de columnas y lleno de figuras esculpidas, en el cual el dios Apis, cuyo nombre griego es Epafos, se cría y mora, siempre que aparece a los egipcios: las columnas del palacio son otros tantos colosos de doce codos cada uno."
Heródoto, Libro II, 153.

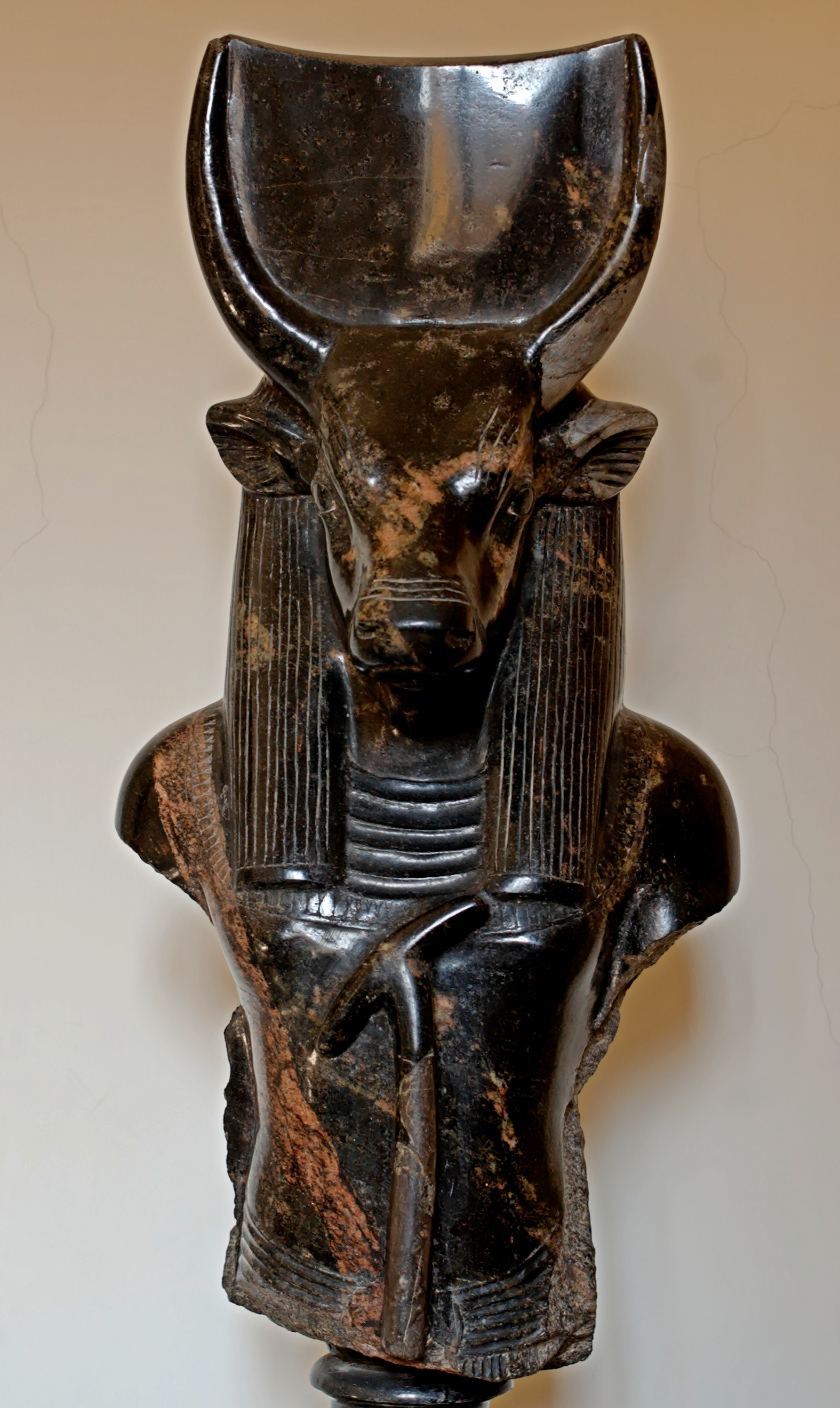
Estatua antropomorfa del dios Apis.

Uno de los cultos más populares de Memphis era sagrado para el dios Apis, encarnado en Ptah como hipóstasis de la vida en un toro sagrado. Según la mitología que aparece regularmente en Egipto, un toro joven negro con su pelaje como signo distintivo. Cuando los sacerdotes, a continuación, fueron presentados oficialmente en el templo de Ptah en una ceremonia digna de la coronación de un rey. Un templo-recinto reservado para él en esta ocasión y su madre también se convirtió en una hipóstasis divina, asociado a una forma de la diosa Isis, su próxima nueva vida estaría llena de rituales diarios y de ofrendas, ceremonias religiosas y la participación en las grandes fiestas de la ciudad, desempeñando así esta región un papel clave entre el vínculo del Faraón con los dioses.
A su muerte, un duelo nacional fue declarado y momificado a continuación, con las prácticas especiales de Apis, de acuerdo a la naturaleza divina para ser enterrado con gran pompa y con todos los honores debidos a un dios en la necrópolis de Saqqara.
Lo llevaban al ouâbet en primer lugar, es decir, al lugar puro, para estar preparados con la misma riqueza de la momificación reservada para el rey. El lino más fino fue utilizado para sus amuletos, pañales y profilácticos y otras piedras preciosas fueron introducidas. Cubrieron su cabeza con una máscara de oro y la imposición de vasos canopos que contienen sus vísceras momificadas y cientos de estatuillas funerarias o Oushebti de búfalos acompañaron los restos.
Una vez que el tiempo necesario de preparación del cuerpo divino concluyó, una gran procesión salió de la sala de embalsamamiento dirigiéndose al gran templo de Ptah, que estaba cruzando la sala hipóstila, y entonces apareció por la puerta principal de la fachada torre occidental de la multitud de peregrinos que venía a rendir su último tributo. La procesión se dirigía al lugar del entierro del cuerpo momificado del dios, en un altar especialmente preparado para darle la bienvenida.
El hecho de que el monumento dedicado a los ritos de momificación de Apis esté en la parte occidental de la Hout-ka-Ptah, no es por casualidad, el representante occidental de todos los tiempos para los antiguos egipcios era el mundo de los muertos.
Sabemos por los escritores antiguos que el templo de Apis se viven en las cercanías. Según Estrabón, fue en este patio que fue puesto en libertad el dios toro para que los peregrinos y los devotos lo puede ver y hacer ofrendas. La misma fuente, las corridas de toros se practicaban en su honor en el dromos que conducen al templo. Estrabón, para el templo de Apis fuese similar al de Ptah, o "al lado del templo de Vulcano", según informó Diodoro de Sicilia. Aunque no hay rastro de él se encuentra ahora, es tentador imaginar que frente a la ouâbet, separados por el gran patio que Heródoto nos ha brindado en una descripción.

## La gran torre oeste y la sala hipóstila del templo de Ptah

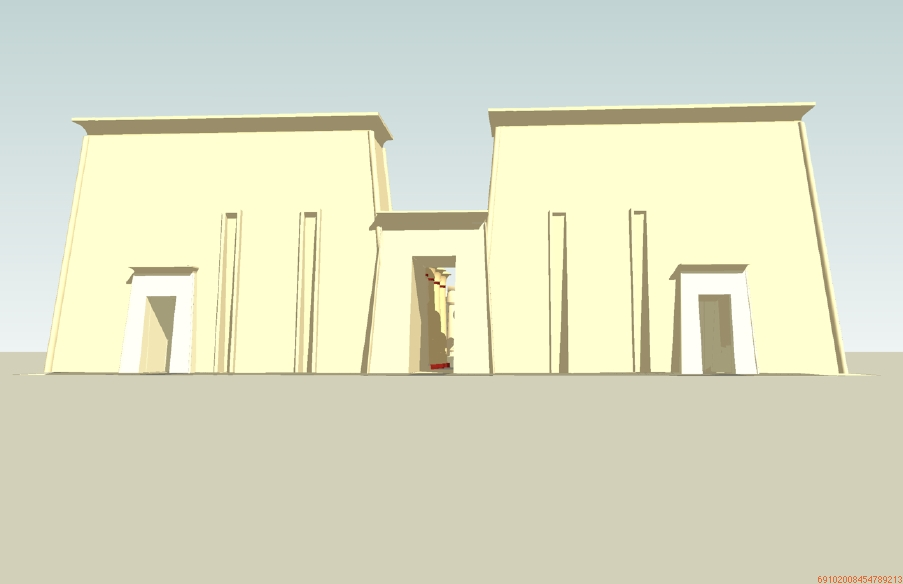
Restauración del gran torre de Ramsés II.

Aún de acuerdo con Heródoto, que sigue siendo la fuente principal de la antigua Memphis, la parte occidental de la temenos se remonta a un rey que él llama "Rhampsinitus". A éste lo podemos identificar con el faraón Ramsés del Imperio Nuevo de los elementos de la biografía del rey dada por sacerdotes griegos visitantes.
Otros escritores de la antigüedad, como Estrabón, fueron capaces de visitar esta parte de la mitad del templo profano que nos deja entusiastas descripciones de sus proporciones y la riqueza de los materiales utilizados.
El templo formó aquí un nuevo eje que apunta al oeste, hacia el mundo occidental de los antiguos egipcios, es decir, al mundo de los muertos. Es también más allá de esta pared occidental y su portal, que se ha encontrado, más al oeste, una necrópolis del Imperio Medio, y otra que data de la Dinastía XXII. También es en esta área, que se encuentra en la actualidad, bajo la ciudad moderna que estarían los otros templos consagrados a varios faraones del Imperio Nuevo. Esta parte de la ciudad, que se llama Ânkh-Taouy, las fuentes dicen que incluían una capilla u oratorio de la diosa Bastet, que parece consistente con la presencia de los monumentos de los gobernantes de la dinastía de Libia después de Bubastis.
Las ruinas de la torre y la sala hipóstila del templo de Ptah fueron ubicados e identificados en el mapa por primera vez durante la expedición de Karl Richard Lepsius, quién visitó el sitio a principios de 1842, sin ningún tipo de investigación por falta de tiempo. Poco después, Auguste Mariette, quién a la cabeza de todos los jóvenes de Servicio de Antigüedades de Egipto, procedió posteriormente a una primera versión del sitio, y sus sucesores entre 1887-1888 y 1892, continuarán trabajando para descubrir las dimensiones y realizar el primer plano.
Por último, Sir William Matthew Flinders Petrie en 1907 comenzó una gran campaña de excavaciones y reveló los principales vestigios de la gran templo de Ptah, que en la actualidad sigue siendo visible. Se trata de los mejores restos conocidos de la Hout-ka-Ptah.

### La torre de Ramsés II
Situada en el centro de la pared oeste del recinto principal de la ciudad, la gran torre parte del templo con setenta y cuatro metros de ancho, y un poco más de once metros de espesor. En comparación con las dimensiones de la torre del templo de Horus de Edfu, con sus setenta y nueve metros de ancho y treinta y seis metros de altura, permite imaginar muy fácilmente las proporciones colosales elegidas por Ramsés II para decorar el santuario del dios Ptah.

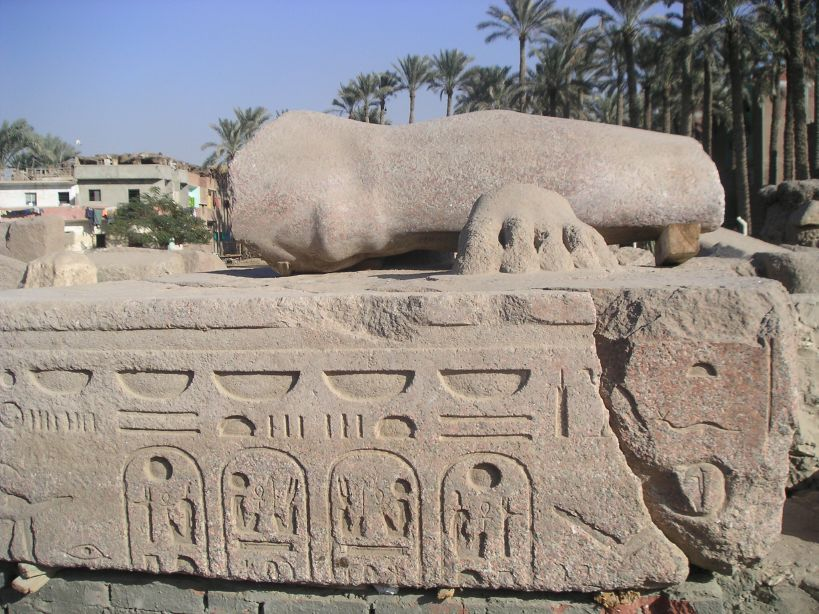
Restos de un coloso de Ramsés II al frente de la gran torre occidental del templo de Ptah.

El testimonio de Heródoto nos dice que este monumento fue precedido por dos gigantes con doce metros de altura. De hecho, los restos destrozados de éstas estatuas de granito se encuentran en el sitio, y qué partes de ellas yacen aún en el suelo pantanoso, que ha invadido la mayor parte del espacio ocupado por la sala hipóstila, que es el lugar de acceso.
Esta torre original descubierta en Memphis, además de sus dimensiones, tiene como característico el hecho de que estaba abierta por delante tres puertas:
- Dos laterales dan acceso a los corredores, siguiendo a lo largo de la sala de columnas, y que permiten el acceso al templo. Estaban hechas de alabastro y presentaban, al momento de su descubrimiento, la inscripción medio borrosa que en su momento fue el cartucho de Ramsés II, que se encontraba todavía reconocible;
- Una central, más impresionante, se abre directamente a la habitación y reservada exclusivamente para las ceremonias y procesiones que eran prestadas en los festivales más importantes, y que marcaron la vida religiosa de la ciudad, e iban a tener un lugar especial en esta gran sala como símbolo de la divinidad emergente, que en la actualidad es una zona pantanosa. Estaba hecha de piedra arenisca y tuvo una rampa equipada con parapetos de granito rojo con cumbres redondeadas.

Todos las puertas tenían los títulos de Ramsés II, y también del fundador de la dinastía XX, Sethnakht. El pasaje, que atravesaba la gran torre, a su vez lleva títulos de Merneptah, quién le sucedió en el trono, y de Ramsés III.

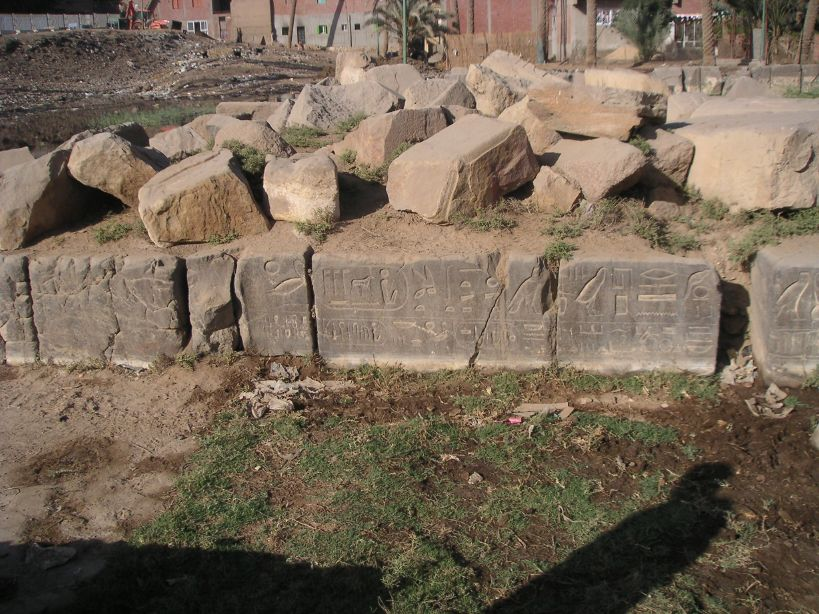
Base de la puerta axial de la torre del templo de Ptah.

En este aspecto, este monumental portal puedo estar cerca de la gran torre de Edfu, que también tenía tres puertas en el frente. Sin embargo, para las puertas laterales, las dos últimas son claramente puertas secundarias, mucho menores que el axial puerta principal, y que se abren a un pasillo que rodea el templo en todos sus lados. Estas también son lideradas a ambos lados por dos pilares de la torre, y no tienen un desarrollo específico, mientras que en Memphis que tenemos tres puertas de diferentes tamaños, pero cuidadosamente diseñadas y decoradas.
Para dar una idea más sugerente, se puede comparar este edificio con la primera torre del templo de Isis de Philae, que tiene dos puertas principales en el frente y que denota dos diferentes funciones relacionadas con partes del templo al que servían. Las tres puertas monumentales de la torre del templo de Ptah, por tanto, también proporcionan acceso a partes específicas del templo.
En el estado actual de nuestros conocimientos sobre la construcción de la puerta, ésta daba acceso a una sala de columnas axiales cuya construcción tiene también una gran originalidad.
Los fragmentos de lápidas distintas se encontraron en frente de la pierna postiza precedido de un gran espacio. En vista de los restos que se encuentran en estos entornos que podrían ser una silla bastante grande, en los que al menos uno era gran coloso. Se debe incluir una columnata o una cabina hecha de granito con columnas, que el rey había tomado de un santuario del Antiguo Imperio. Una de estas columnas monolíticas se muestra en el Museo de la Universidad de Pensilvania, y está decorada con leyendas con jeroglíficos y representaciones de Ramsés II haciendo ofrendas a Ptah, que se encuentra al sur de la pared.
El gran coloso que adornaba el tribunal o la corte del gran templo, la única base que queda para la imposición de una base de basalto negro en la piedra caliza, situado al noroeste del eje principal de la estación de servicio. Una vez más las leyendas jeroglíficas dar el titular de Ramsés II.
Justo al oeste de esta estructura, una porción de un muro de ladrillo ha sido descubierta, además de los restos de un monumento cuya fundación depósitos están en el nombre de Thutmosis IV. Podría ser restos de la torre o de la puerta grande que el faraón había construido para el Hout-ka-Ptah, cuyas algunas de sus estelas se han conservado en el tiempo. De acuerdo con estas representaciones, los relieves que decoraban el edificio representaban al rey ante el dios Ptah que aparecía en el santuario. El rey, lleva la corona de la Tatenen y aparece en la actitud de la masacre ritual de los enemigos de Egipto. Este monumento fue para marcar la hora en la entrada del recinto del temenos de Ptah.

### La sala hipóstila

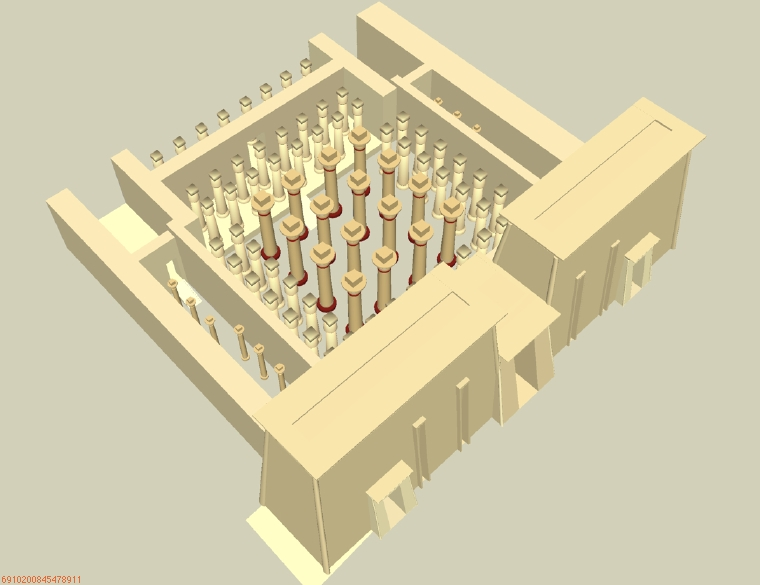
Recreación de la sala hipóstila del templo de Ptah en la época de Ramsés II.

Este es el lugar preciso del sitio en el cual se desarrolló la primera exploración durante la expedición prusiana de 1842, dirigida por Karl Richard Lepsius y en el que se identificaron las ruinas de la primera sala hipóstila. Sin embargo, el plano general podría haber sido como lo era entonces, un conjunto de rocas de granito tumultuoso y localizadas en una depresión, e interrumpida por la trayectoria de las paredes de adobe del gran templo.
Casi cuarenta años más tarde se realiza otra exploración, bajo la dirección de George Daressy, a raíz de una campaña anterior iniciada por Auguste Mariette, a partir de allí,  los excavadores surgen por todas partes y dieron con el importante descubrimiento de la gran torre, que apareció con las tres puertas a través de un lado a otro y no sólo uno.
En Memphis, el acceso lateral por alto dos espacios similares en dos corredores que están lo suficientemente grande y suficientemente amplia como para ser equipado con columnatas. Se llevan directamente a la parte frontal del suelo templo levantado. El templo tenía que ser accesible por tres puertas sirven como rampas.
Mediante la identificación de las paredes laterales del templo, los arqueólogos creyeron reconocer delineado un gran patio rodeado de pórticos. En el eje de las bases de este último entronizado doce columnas más grandes que las que rodean la plaza, que parecía alineado en una "T", al parecer, dibujando la ubicación de una caseta de recepción de la imposición de antes de la fachada de templo. Este último también fue planteada y tiene un pórtico con diez columnas en esta ocasión Moqattam cuarcita.
Muchos fragmentos de estelas, estatuas, algunas veces enteras, fue desenterrado durante las excavaciones. De este conjunto que adornaban el templo se están realizando a través de las dos grandes estatuas que representan al dios Ptah, y están ahora en exhibición en el Museo de El Cairo.
Una década más tarde, William Matthew Flinders Petrie dirigió el trabajo arqueológico de gran magnitud. La búsqueda de la liberación de todo lo que devolvió el plan con mayor precisión, llegando a los niveles de cimentación del edificio y descubrió que era en realidad una gran sala hipóstila que existía donde una vez había sido identificado un patio peristilo.
Esta habitación cuenta con un plan de inusual en comparación con las grandes salas hipóstilas de Karnak y el Ramesseum, porque si es como basílica, el templo de Ptah tiene cuatro filas de cuatro columnas centrales. Estos son los últimos dieciséis columnas campaniformes, probablemente, que deberán sustentar un techo de veinte metros de altura y permiten que la luz entra en la habitación por el enrejado de encajar en el espacio a través del cambiador de nivel formado con columnas de las naves laterales.
Estos consisten en 34 columnas de granito que rodean la nave en tres lados en lugar de las dos partes como en los ejemplos de Tebas. Sólo las bases de las columnas y la parte inferior de los muros se conservan, y puede leer todo el plan y, por tanto imaginar una restitución convincente.
Los pasillos laterales de acceso directo por la torre grande también incluyen columnas. Sirven a la sala hipóstila, con dos puertas equipadas contra la torre. Las paredes de estas partes tienen su base en el granito negro titular de Ramsés II.
Por tanto, podemos concluir que la sala y su torre se fundaron en la segunda parte del reinado de Ramsés II y que si él tuviera tiempo para completar las entradas como se indica en la gloria del gran faraón fue la decoración continuado por su hijo y pueden ser completados por los sucesores de Ramsés en tercer lugar, lejano, que buscaba revivir en toda la gloria de su antepasado.
Última función, la sala no termina en una segunda torre o en una pared que separa esta zona de los grandes santuarios nártex, pero abrió una columna de segunda sala, o por lo menos una columnata, que se accede por una escalera porque el suelo de esta segunda parte del templo se levanta. A pesar de este lugar del templo se remonta a la dinastía XVIII, las columnas tienen el título del gran Ramsés II y el de Seti, su nieto.
Dentro de la sala hipóstila, con muchas estatuas han sido depositadas como ofrenda votiva por los peregrinos y los sacerdotes del dios, y los grupos de estatuas con los nombres de Ramsés II, que algunos fragmentos son todavía en su lugar en el sitio. Este programa es un edificio monumental, que fue encargado por el gran templo de Ptah complementar o tal vez ampliar el antiguo templo de Ptah. Este programa demuestra la buena voluntad de los faraones ramésidas en honor al dios de Memphis.
Hoy en día, la mitad sumergido en un terreno pantanoso se convirtió después de la subida de las aguas subterráneas, sólo los fundamentos y las bases de las columnas se mantienen y que imagina esta introducción a la gran santuario.

## El santuario de Ptah

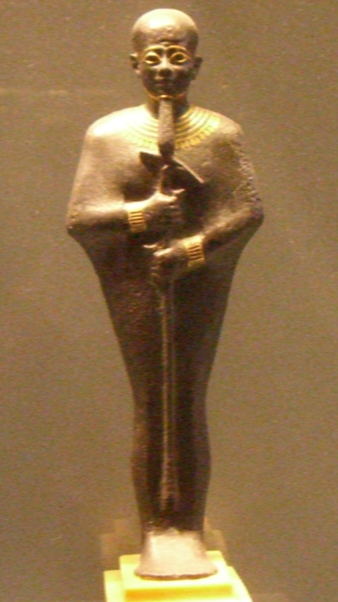
El dios Ptah. Estatua del Museo de Louvre.

El interior del santuario del templo de Ptah no hay nada tangible en la actualidad. Sus ruinas o cimientos se encuentran en la palma de la mano y la ciudad de Mit Rahineh no lejos de un canal moderno que cruza la derecha a través de la cámara de gran parte de la Hout-ka-Ptah.
Sin embargo, podemos darnos una idea de su esplendor en las descripciones dadas por los viajeros árabes que visitaron las ruinas de Menfis y su gran templo. En ese momento el sitio tenía todavía muchos aún está pendiente y así es como muchos de ellos, navegando en este campo de rocas invertido, describir una capilla sigue intacta monolito de piedra con reflejos verdes.
La casa verde, como el bautismo se complacía en estos cronistas de la Edad Media, fue tallado probablemente a partir de un bloque de basalto verde y produce una gran impresión, tanto de la calidad de sus relieves de piedra y que vestía, por su proporciones. A una altura de casi cinco metros, una longitud de cuatro y tres en el frente, los lados son de igual espesor de un metro, y todo ello basado en grandes bloques de cimientos de granito rojo.
Así es como el historiador árabe al-Ahmad Maqrizi describe el monumento que todavía veía un siglo más tarde:

Vimos en Memphis (...) una casa de esta dura piedra de granito, en la que el hierro morder punto, que era una sola pieza. Vimos por encima de las figuras esculpidas y la escritura, en la cara de la puerta eran figuras de serpientes que tuvieron su poitrail24.

No hay duda de que esta descripción coincide con la de la nave del gran templo de Ptah-Ka-Hout, Abdul-Latif al médico y geógrafo árabe igualmente famoso del siglo XIII, describió como "colocado en un magnífico templo construida de grandes piedras y reuniones grandes con mayor precisión y el arte más perfecto "25.
Dentro de la naos monolito tenía que encontrar otra capilla de la vivienda de menor tamaño de la estatua del dios, objeto de culto del templo.
Una evocación de la capilla sagrada probablemente ha sido transmitido por un pequeño amuleto de oro encontrado en la momia de Oundjebaoundjed General, al Ministro de Psusennes I, enterrado en la necrópolis real de Tanis, junto a su amo y soberano. Esta pequeña joya es un santuario que contiene una estatuilla en miniatura del dios Ptah de lapislázuli. Las paredes de la nave están de hecho cubiertos con relieves en miniatura que representan deidades, mientras que el dintel de la puerta está decorada con un disco solar alado. A cada lado de la puerta se pueden ver dos columnas pilares en forma de pilares djed de apoyo a dos pájaros que llevan solaires26 discos. Se puede observar tanto ba pájaros, que simbolizan las almas de dios Ra, o de su descendencia de la Shu y Tefnut dioses y pensé que estaba asociado con la adoración del dios Ptah. Estas representaciones se encuentran en los principales pilares de las tumbas de dignatarios XVIII y XIX dinastías desenterrados en Saqqarah27, lo que nos da un testimonio precioso de los símbolos que rodean a la divinidad en lo profundo de su santuario de Memphis.

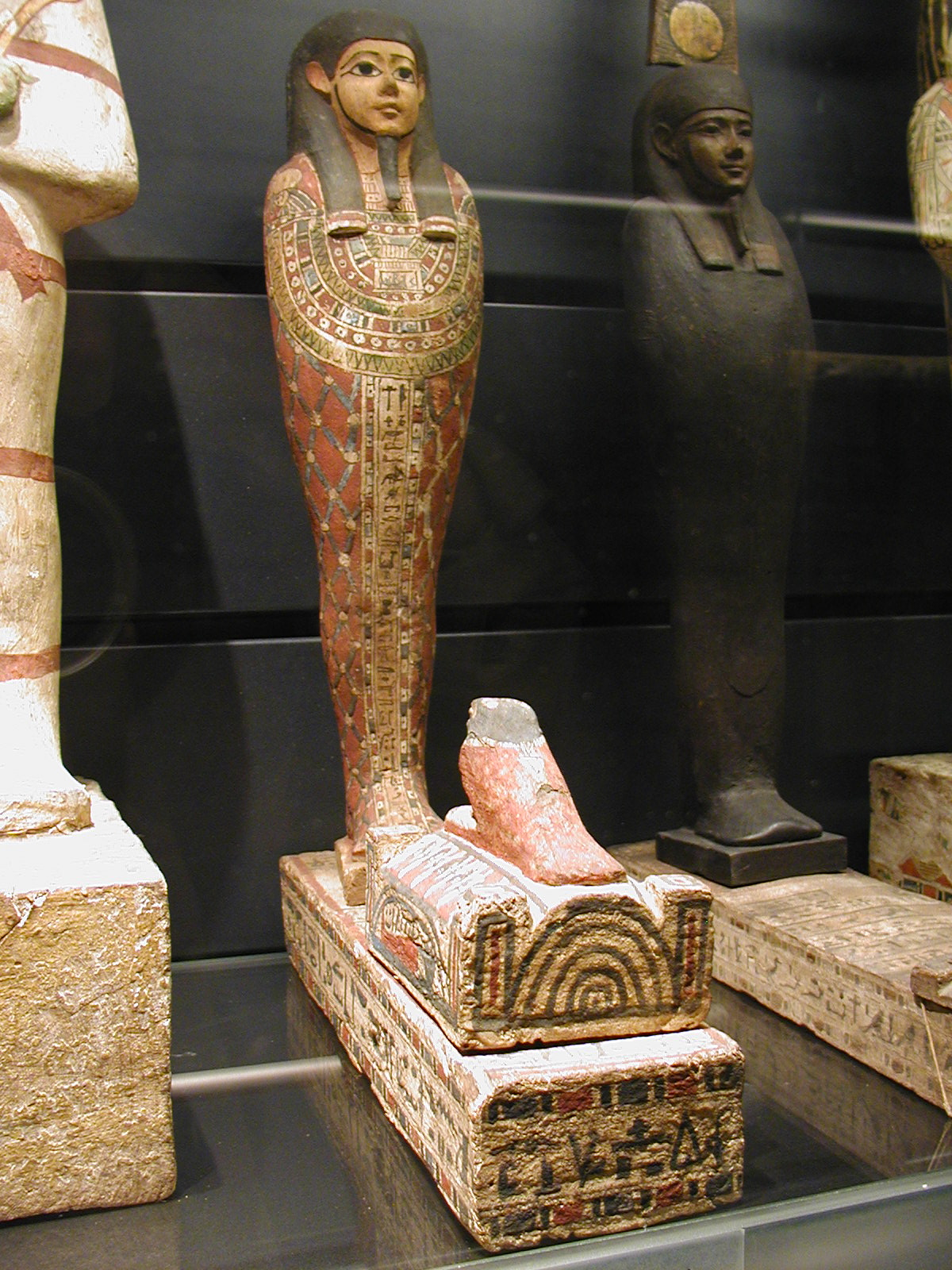
Estatuilla de Ptah-Sokar-Osiris en frente de la cual se muestra la tumba de Osiris.

El pilar djed es uno de los símbolos más sagrados de la mitología egipcia. Asociado con el dios Osiris, que fue rápidamente uno de los símbolos del dios Ptah, la conexión aún más estas dos deidades por el sincretismo con el dios Sokar, formado en Memphis una sola deidad especialmente honrado en los grandes cementerios que se propagan al horizonte del oeste de la ciudad.
El dios Ptah es a menudo representado sosteniendo un cetro compuesto que es precisamente uno de los pilares sagrados que se trate. Según la tradición, este pilar se conserva en el gran templo del dios de Faraón en Memphis y regularmente tenía que ir a practicar un rito conocido como la erección del rito djed, asegurando la restauración de la estabilidad en el universo mismo tiempo que simbolizaba la resurrección del dios.
Petrie durante las excavaciones efectuadas en el que el siglo XX, ejerció las urnas en un eje oeste-este desde la sala hipóstila a descubrir los cimientos del templo reveló los restos del santuario principal del templo. Los bloques de las paredes de cuarcita tallada de color amarillo que representan la diosa Sekhmet en la que el rey hizo una ofrenda, pertenecen a una capilla o sala del templo erigido bajo Amenhotep III. Se apoyaba en una base de granito rojo en el mismo período.
Cerca de las excavadoras también descubrieron fragmentos de otra capilla en el nombre de este tiempo de Amasis también de cuarcita y granito. Las paredes tienen relieves tallados con un retrato del rey que ahora se exhibe en el Museo de Edimburgo en Écosse28.
Este gran santuario se articuló con los cuatro proyectos del templo a los que las cuatro puertas principales daba acceso. Algunos autores hacen una conciliación directa del plan con el del templo de Amón-Ra de Karnak, que de hecho tiene similitudes con la de Ptah de Memphis29.
Nótese, sin embargo, carecen de la gran templo de Ptah de los restos de obeliscos monumentales, la excelencia solar par símbolos, de haber existido, y debido a su material no se encontraron informes de morceauxNote incluso roto 12. Para los gigantes Hout-ka-Ptah grandes agraciados y dominado las cuatro puertas principales del templo en lugar de picos de granito. Indicaron los cuatro principales que llevan al santuario del templo, el punto central del culto de Ptah.
El acceso de tres torre occidental es otro indicio de la planta del santuario que estaba presente cuando una vivienda santuario central de la estatua y el director del dios Ptah, mientras que el secundario debe ser santuarios albergan a los de la familia divina, que formó con el dios y Sekhmet Nefertoum o deidades con las que el dios Ptah asimilado.

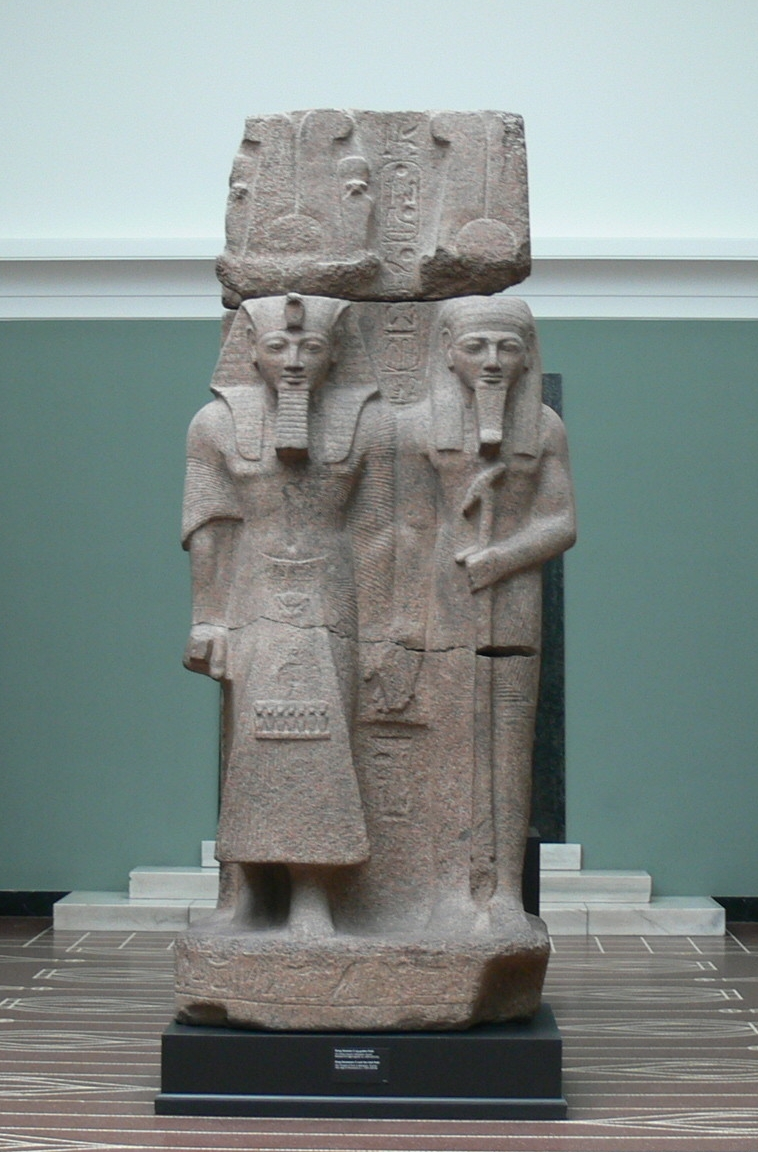
Estatua de Ramsés II y el dios Ptah-Tatenen que se encuentra en Hout-ka-Ptah.

Los textos antiguos nos dicen que, efectivamente, el culto de Sokar y su Henu barco sagrado estaba en la Hout-ka-Ptah. El santuario de Sokar en Memphis se ha considerado una casa de las tumbas de Osiris, que mantiene la cabeza del dios. Este santuario fue el centro de grandes ceremonias religiosas que tienen lugar en el mes de Khoiak cuando la pasión y resurrección del dios se juega en todo el país en sus principales lugares de culto. Henu la barca sagrada, que son frecuentes actuaciones en los templos o en los elementos votiva dedicada al dios de las tumbas contenía una deidad llamada Sankh-Ptah, es decir, uno que vive de Ptah, el dios de asimilación dioses Ptah, Sokar y Osiris formando una sola deidad, que fue honrado en la necrópolis de Saqqara, especialmente de Memphis principal.
Se mantiene por lo tanto, en esta parte del templo que se llama el Shetyt de Sokar, cuyos principales elementos han sido replicados en los templos posteriores de Dendera y Edfou30. Este conjunto de habitaciones conectadas entre sí se puso siempre al oeste del santuario principal del templo. Tenga en cuenta que la existencia de Karnak otro ejemplo bien conocido de capillas dedicadas al culto de Sokar este momento al suroeste del eje principal de la Akhmenou, o la sala de Tutmosis III. Las inscripciones jeroglíficas que cubren los diversos santuarios dedicados a Sokar se refieren claramente a la ermita de Memphis como el lugar donde se recogieron los distintos miembros del dios Osiris para llevar a cabo la momificación con la ayuda de Anubis, Isis y Neftis.
No hay duda de que en Memphis, en el Hout-ka-Ptah, el santuario dedicado a Sokar existido en un mayor desarrollo y de acuerdo con pautas similares. Por lo tanto, podría regresar inmediatamente al suroeste del Santuario de Ptah Sokar Shetyt uno, donde algunos de los misterios de Osiris se llevó a cabo.
Tenga en cuenta que durante la excavación del Departamento de Antigüedades de Egipto en el siglo XIX, los restos de una puerta de piedra arenisca fueron descubiertas unas pocas decenas de metros al sureste de la sala hipóstila ramésida donde originalmente se levantaba el templo. Que data de la Dinastía XXVI, uno de los montos involucrados entonces todavía una escena de un faraón en adoración delante de la gran nave Hénou31. Esta es quizás una de las puertas que daban acceso a las salas del santuario de Sokar.
El Ptah otra deidad principal que se identificó fue el Tatenen dios.
Antiguo dios de la región de Menfis, esta deidad llegó a representar el aspecto dinámico del dios Ptah y como tal, está estrechamente vinculado con el mito de la creación del universo, que simboliza la tierra, se levanta el túmulo primitivo en el que el dios Re entró en existencia por primera vez. Este aspecto del dios solar Ptah está representado por la corona de la Tatenen dios que incluye el disco solar flanqueado por dos altas plumas. Esta es también la corona usada por el coloso de granito gran Ramsés II, que se situó en la puerta del templo es.
Así, es probable que el desarrollo al este de la gran templo de Ptah se dedicó específicamente a este dios en su forma de Tatenen, con un altar de cara al sol naciente.

## Exploración e interpretación
En el año 1970 y de 1984 a 1990, las excavaciones de la Sociedad de Exploración de Egipto en Londres, reanudó la exploración de la sala hipóstila y de la gran torre de Ramsés II. Fue en esta ocasión que se descubrió que los bloques de granito portan los anales del reinado de Amenemhat II. Puesto que una excavación se realiza anualmente y los estudios estratigráficos llevados a cabo por dicha excavación nos ha permitido comprender mejor el desarrollo del templo grande.
Estas exloraciones han demostrado que, las capas exploradas por debajo de los cimientos del templo, situadas al este de la sala hipóstila, no se ven afectadas por la ocupación humana y corresponden en su naturaleza a la cama de arena de un antiguo río, que tal vez en esta región pudiese haber sido el Nilo.
Así, estos resultados demuestran que, aunque reconstruido más adelante, y, de haber albergado a un gran santuario al dios Ptah, la gran cámara ahora se conoce más o menos siguiendo la trayectoria del recinto del templo ramésida, probablemente fundada por Seti I y desarrollada con maestría por Ramsés y sus hijos. Esta expansión del santuario de Ptah fue posible por el movimiento del Nilo hacia el este. Nuevas tierras vírgenes fueron así liberadas, siendo particularmente propicias para la fundación de un nuevo monumento. Para ello, utilizaron los restos de los edificios mayores de Ramsés que cayeron en desuso o fueron maltratado por el paso del tiempo, y además tenían muy en cuenta los materiales de construcción para el sitio de Memphis y también de Saqqara.
Estos grupos de monumentos antiguos reutilizados para la nueva construcción son características del reinado de la época ramésida temprana.
De hecho, tras la caída de la dinastía de Thutmosides, Horemheb y el primer ramésida se han esforzado por la ciudad de Memphis, como en las principales ciudades de Egipto para sanar las cicatrices de la experiencia religiosa de Akenatón, de forma sistemática el desmantelamiento y su reutilización de los edificios, los cimientos y la mampostería de los monumentos restaurados o creados fueron para reafirmar el equilibrio de los antiguos cultos del país.
Sabemos, por fuentes de ese momento un templo de Neb-Maat-Re fue unido con el de Ptah en Memphis, y un templo de Atón está atestiguada también. De hecho los bloques se encuentran en el gran recinto de Memphis pueden indicar la existencia, ubicación de la sala hipóstila de la dinastía XIX, de un edificio en el momento de Amenhotep III, el mismo probablemente transformado después por Akenatón para un templo dedicado al culto del dios sol Atón-sola. Esto explicaría los numerosos restos descubiertos con los nombres de estos dos faraones de la dinastía XVIII, que no pudieron ser vinculados a un contexto específico arqueológica fuera de su reutilización en monumentos posteriores, que los construyeron en suelo virgen.
Por lo tanto, parece cada vez más certero que la gran cámara, y también el puerto y los monumentos, los edificios adornados constantemente por los faraones después de la final del Imperio Nuevo, no se remontan a los primeros tiempos de la historia países, en lugar de la versión dada por los sacerdotes a Heródoto, y que la mayoría de los egiptólogos han tratado de estudiar en el sitio.
Este estudio indica, y el templo de Ptah fue de épocas anteriores, incluidas las de la dinastía XVIII y hay que buscarla en otra parte, y los depósitos de las fundaciones en el nombre de Thutmosis IV, descubierto al oeste de la torre de gran Ramsés II, es un indicio importante para esta identificación. Las excavaciones de gran tamaño son ahora imposibles debido a la ubicación teórica de este templo, que está cubierto por las casas de la pequeña ciudad de  Mit-Rahineh.